# 2743 Chengdu
2743 Chengdu је астероид главног астероидног појаса са средњом удаљеношћу од Сунца која износи 2,654 астрономских јединица (АЈ).
Апсолутна магнитуда астероида је 12,6.